# Luxemburgo en los Juegos Paralímpicos de Nueva York y Stoke Mandeville 1984
Luxemburgo estuvo representado en los Juegos Paralímpicos de Nueva York y Stoke Mandeville 1984 por cinco deportistas masculinos.

## Medallistas
El equipo paralímpico luxemburgués obtuvo las siguientes medallas:
| Nombre            | Deporte      | Evento                     |
| ----------------- | ------------ | -------------------------- |
| Oro               |              |                            |
| Henri Kaude       | Natación     | 25 m espalda C6 masculino  |
| Plata             |              |                            |
| Mathias Bingen    | Atletismo    | 100 m L5 masculino         |
| Mathias Bingen    | Atletismo    | Jabalina L5 masculino      |
| Henri Kaude       | Natación     | 25 m libre C6 masculino    |
| Henri Kaude       | Natación     | 50 m libre C6 masculino    |
| Bronce            |              |                            |
| Marcel Kockelmann | Halterofilia | –75 kg integrado masculino |